# Thebaine
Thebaine (paramorphin), còn được gọi là codeine methyl enol ether, là một loại thuốc phiện dạng thuốc phiện, tên của nó đến từ Hy Lạp, Thē Bạch (Thebes), một thành phố cổ ở Thượng Ai Cập. Một thành phần nhỏ của thuốc phiện, thebaine tương tự về mặt hóa học với cả morphin và codein, nhưng có tác dụng kích thích hơn là trầm cảm. Ở liều cao, nó gây co giật tương tự như ngộ độc strychnine. Enantome tổng hợp (+) - thebaine không cho thấy tác dụng giảm đau rõ ràng qua trung gian các thụ thể opioid, không giống như enantome tự nhiên không hoạt động (-) - thebaine. Mặc dù thebaine không được sử dụng trong điều trị, nhưng đó là chất kiềm chính được chiết xuất từ Papaver bracteatum (thuốc phiện Iran / cây thuốc phiện Ba Tư) và có thể được chuyển đổi công nghiệp thành nhiều hợp chất, bao gồm hydrocodone, hydromorphone, oxycodone, oxymorphone, nalbine và etorphin. Butoranol cũng có thể được bắt nguồn từ thebaine.
Thebaine được kiểm soát theo luật pháp quốc tế, được liệt kê là thuốc loại A theo Đạo luật lạm dụng thuốc năm 1971 ở Vương quốc Anh, được kiểm soát như một loại thuốc tương tự theo loại thuốc II theo Đạo luật tương tự ở Hoa Kỳ và được kiểm soát với thuốc này các dẫn xuất và muối, như là một chất theo Lịch trình I của Đạo luật về Thuốc và Chất được Kiểm soát ở Canada. Hạn ngạch sản xuất tổng hợp của Cơ quan Thực thi Ma túy Hoa Kỳ (DEA) năm 2013 đối với thebaine (ACSCN 9333) không thay đổi so với năm trước ở mức 145 tấn.
Chất kiềm này có liên quan về mặt sinh học với salutaridine, oripavine, morphin và reticuline.
Năm 2012, 146.000 kg thebaine đã được sản xuất. Năm 2013, Úc là nhà sản xuất chính của cây anh túc giàu thebaine, tiếp theo là Tây Ban Nha và sau đó là Pháp. Cùng với nhau, ba quốc gia này chiếm khoảng 99% sản lượng rơm thuốc phiện toàn cầu. Các viên nang hạt giống Papaver bracteatum là nguồn chính của thebaine, với số lượng đáng kể trong thân cây.